# 하이메 데 마리차라르
하이메 데 마리차라르(Jaime de Marichalar, 1963년 4월 7일 ~ )는 루고 여공작 인판타 엘레나의 전 남편이다. 스페인 국왕 후안 카를로스 1세와 왕비 스페인 왕대비 소피아의 전 사위이다.